# Vance Amory
Vance Winkworth Amory (22 de mayo de 1949 - 2 de abril de 2022) fue un político, jugador de críquet, banquero y educador de San Cristóbal y Nieves. Ocupó dos mandatos como Premier de Nieves, de 1992 a 2006 y de 2013 a 2017, y también se desempeñó como Ministro de Deportes en la Administración de la Isla Nieves. Fundó y dirigió el Movimiento de los Ciudadanos Responsables (CCM) entre 1987 y 2017. El aeropuerto en Nieves, Aeropuerto Internacional Vance W. Amory, lleva su nombre.

## Biografía

### Primeros años y carrera
Amory nació el 22 de mayo de 1949 en Rawlins Village. Recibió su educación elemental, primaria y secundaria en la Isla Nieves. Desde niño, fue un miembro activo de una iglesia local en Nieves.
Amory era conocido por su afición al críquet. Como bateador de apertura, jugó críquet de primera clase para los Combined Islands y las Islas de Sotavento desde 1969 hasta 1981. Su puntuación más alta fue de 88, jugando para las Islas de Sotavento contra las Islas de Barlovento en 1977-78, cuando ayudó a asegurar un empate después de que las Islas de Sotavento estuvieran en desventaja por 167 carreras en la primera entrada. En su último partido, capitaneó a las Islas de Sotavento contra el equipo inglés de gira en marzo de 1981, anotando 37 y 56. Sufrió lesiones durante su carrera, incluyendo una fractura en la nariz que lo obligó a ser sacado del campo.
Amory se destacó académicamente, obteniendo pases en 5 de las 7 materias disponibles a nivel GCE 'O' en la Escuela Secundaria de Charlestown. Posteriormente, logró sus niveles de grado 'A' en San Cristóbal, y continuó en la Universidad de las Indias Occidentales en el Campus de Cave Hill, Barbados, donde obtuvo una licenciatura en Artes. Luego regresó a casa en 1973 para enseñar a los estudiantes en Charlestown.
Enseñó en la Escuela Secundaria de Gingerland de 1974 a 1977, incluyendo un período de seis meses como director interino. Luego, a la edad de 28 años, se convirtió en el director más joven de la Escuela Secundaria de Charlestown. La transición de los niveles GCE 'O' a CXC y los programas deportivos recién introducidos fueron algunos de los desafíos que superó. Se considera que contribuyó a la mejora educativa de miles de personas durante sus días como profesor y director.
Entre 1981 y 1983, Amory fue gerente del Banco Nacional de San Cristóbal-Nieves-Anguila, durante el cual ayudó a muchas personas a obtener financiamiento muy necesario. Ese banco era relativamente nuevo en Nieves y tuvo sus primeras dificultades. Los residentes de Nieves eran muy cautelosos al hacer negocios con la institución y Amory se propuso cambiar esto. Posteriormente, el banco experimentó un saludable crecimiento financiero. También fue fundamental en la supervisión de la compra del terreno en el que se encuentra hoy el Banco Nacional.

### Trayectoria política
En 1983, Amory solicitó y obtuvo con éxito un puesto en el departamento de finanzas del Gobierno de la Isla de Nieves. Luego fue ascendido a Secretario Permanente en Finanzas, bajo el mandato del primer ministro Dr. Simeon Daniel. Fue desde esa posición que Amory aprendió los entresijos del gobierno. Tomó un permiso de estudio en septiembre de 1986 para continuar su educación en la Universidad de las Islas Vírgenes, campus de St. Croix. Renunció a su cargo en diciembre de ese año y anunció que quería dedicarse al mejoramiento de Nieves.
En 1987 organizó un partido político, el Movimiento de los Ciudadanos Responsables (CCM). En 1992, se convirtió en Premier de Nieves y ejerció el cargo hasta 2006. Desempeñó un papel sustancial en la obtención de financiamiento para la construcción del aeropuerto. Hubo numerosos obstáculos regulatorios en el camino del desarrollo del aeropuerto y numerosos retrasos por parte del Gobierno de Basseterre (en San Cristóbal) en extender una garantía de préstamo. Su compromiso con la exitosa finalización del proyecto es una de las razones por las que el aeropuerto lleva su nombre. En 1996, anunció planes para que Nieves se separara de San Cristóbal, pero el referéndum resultante en 1998 no alcanzó la mayoría de dos tercios necesaria. Fue miembro electo de la Asamblea Nacional de San Cristóbal y Nieves, y se desempeñó como líder de la oposición desde 2000 hasta 2004.
Amory sirvió un segundo mandato desde 2013 hasta 2017.

### Muerte
Amory murió de cáncer en un hospital de Londres el 2 de abril de 2022, a la edad de 72 años.